# Kukaya
Kukaya – orkiestra bębniarska działająca od pierwszej dekady XXI wieku w Mzuzu, Malawi. Zespół specjalizuje się w wykonywaniu lokalnej muzyki grup etnicznych zamieszkujących północny region Malawi: tańców ingoma, vimbuza, malipenga, mapenenga, beni i innych. Od 2017 roku płyty zespołu są dostępne poza Malawi.

## Dyskografia
| Data wydania | Tytuł             |
| ------------ | ----------------- |
| 2017         | Kukaya 1:Ukhaliro |
| 2020         | Kukaya Bili       |

## Członkowie
- Emmanuel Mlonga Ngwira – perkusja, wokal, taniec
- Ezekiel Nyirenda – perkusja, wokal
- Gift Mjima – perkusja, wokal
- Clement Chibango Kaunda – perkusja, wokal
- Francisco Chawinga – perkusja
- Eliza Nguluwe Luwe – wokal
- Virginia Banda Chima – wokal
- Gogo Lowrencia Jere – wokal
- Getrude Jere – wokal
- Gogo Monica Phiri – wokal